# Réseau Express Régional
Réseau Express Régional (prescurtat RER, API: /ɛʀøɛʀ/,  franceză pentru "Rețea Expres Regională") este un sistem de transport ferat rapid din Franța ce deservește Parisul și suburbiile sale. Rețeaua RER este format dintr-o rețea subterană modernă în centrul aglomerației și o serie de căi ferate pre-existente din suburbii. În centrul Parisului RER-ul funcționează ca o rețea expres, cu stații la distanțe importante, ce oferă legături cu Metroul din Paris. Din 1999, rețeaua este formată din 5 linii: A, B, C, D și E. Rețeaua RER este în extindere, linia E, ultima inaugurată, este un candidat probabil pentru o extindere recentă.

## Caracteristici
Partea centrală a rețelei RER a fost realizată printr-o serie de proiecte de inginerie civilă importante între anii 1962 și 1977. Rețeaua are o lungime totală de 587 km, conține 257 stații și un total de 76,5 km de tunele. În interiorul Parisului rețeaua are 33 de stații, iar orașul este traversat majoritar în subteran pe linii dedicate. Rețeaua este deservită de doi operatori, Regia Autonomă de Transport din Paris (RATP), cea care gestionează metroul și transportul de suprafață, și de Societatea Națională de căi ferate (SNCF), operatorul național feroviar francez. În condiții normale de funcționare, nu este nici o diferență între părțile rețelei operate de unul sau celălalt dintre operatori, datorită sistemului de tarificare unic și a continuității călătoriilor de-a lungul frontierelor rețelelor. Traficul total pe porțiunea centrală a liniilor RER A și B, cele operate de RATP a fost de 452 milioane de pasageri în 2006; iar traficul total pe liniile operate de SNCF (RER și Transilien) a reprezentat 657 milioane de pasageri în același an.
RATP gestionează 66 stații RER, toate de pe linia B, la sud de Gare du Nord, și majoritatea stațiilor de pe linia A, toate ramurile estice și ramura vestică spre Saint-Germain-en-Laye de la Prefectura Nanterre precum și secțiunea centrală din Paris.

## Istoric

### Origini
Originle RER-ului se găsesc în planul Ruhlmann-Langewin din anul 1936, în care societatea Compagnie du chemin de fer métropolitain de Paris, operatorul metroului parizian în perioada interbelică, prevedea dezvoltarea unei rețele metropolitane expres. Succesorul postbelic al CMP, RATP, a revitalizat proiectul, iar în anii 1950 și 1960 un comitet interministerial a decis construirea unei prime linii est-vest. RATP-ul a obținut astfel autoritatea de a opera noua legătură iar SNCF a cedat operațiunile de pe linia spre Saint-Germain-en-Laye în vest și pe linia Vincennes în est. În 1965, schema de organizare și urbanism pariziană (franceză Schéma directeur d'aménagement et d'urbanisme) prevedea crearea unei rețele expres în formă de "H" cu două legături nord-sud. Actualmente doar una dintre axe este în funcționare, linia B, iar linia de metrou 13 a fost extinsă pentru a îndeplinii o funcție similară.

### Începuturi
În prima fază a construcției, liniile Saint-Germain și Vincennes erau extremitățile liniei A, a cărei porțiune centrală a fost pusă în funcționare, stație după stație, înntre 1969 și 1977. La finalizarea tronsonului central, rețelei RER i s-a adăugat și partea de sud a liniei B. 
Lucrările au fost inaugurate în 1961 iar dezvoltarea cartierului de afaceri La Défense în vestul aglomerației pariziene, a făcut ca linia est-vest să fie prioritară. Datorită dimensiunii lucrărilor, prima stație a fost inaugurată doar pe data de 12 decembrie 1969 când a fost inaugurată stația Nation pe secțiunea estică, aceasta devenind terminusul liniei Vincennes, spre Boissy. Câteva săptămâni mai târziu a fost inaugurată și stația Étoile ce a permis darea în folosință a liniei spre La Défense. La sfârșitul lui 1971, această porțiune vestică, a fost extinsă spre est până la noua stație Auber și spre est în 1972 spre Saint-Germain-en-Laye.
Rețeaua RER a fost dată în folosință propriu zis la data de 9 decembrie 1977 când aceste două segmente au fost unite la noua stație Châtelet - Les Halles din centrul Parisului. În același timp, linia sudică Ligne de Sceaux, a fost extinsă de la stația Luxembourg până la Châtelet – Les Halles, devenind astfel linia B. Cu această ocazie a fost prezentat public sistemul de numerotare al liniilor, cu toate că acesta fusese utilizat de RATP și SNCF încă din faza de proiectare.

### Extindere
De la sfârșitul anilor 1970 ritmul extinderii rețelei a fost mai temperat. SNCF-ul a câștigat dreptul de a opera propriile linii, acestea devenind noile linii C, D și E iar porțiuni considerabile de câi ferate suburbane au fost adăugate rețelei. Rețeaua a fost extinsă în următoarele faze:
- Linia C (de-a lungul malului stâng al Senei) a fost inaugurată în 1979, împreună cu construcția unui tronson subteran între Invalides și Musée d'Orsay.

- Linia B a fost extinsă spre Gara de Nord (1981) și spre nordul aglomerației (1983) la realizarea unui tunel de la Châtelet - Les Halles.

- Linia D (din nord spre sud-est, via Châtelet – Les Halles) a fost inaugurată în 1995, și utilizează un nou tunel de mare adâncime între Châtelet – Les Halles și Gare de Lyon.

- Linia E a fost inaugurată în 1999, realizând conexiunea nord-estului aglomerației cu Gara Saint-Lazare prin intermediul unui tunel de mare adâncime de la Gara de Est.

## Hărți

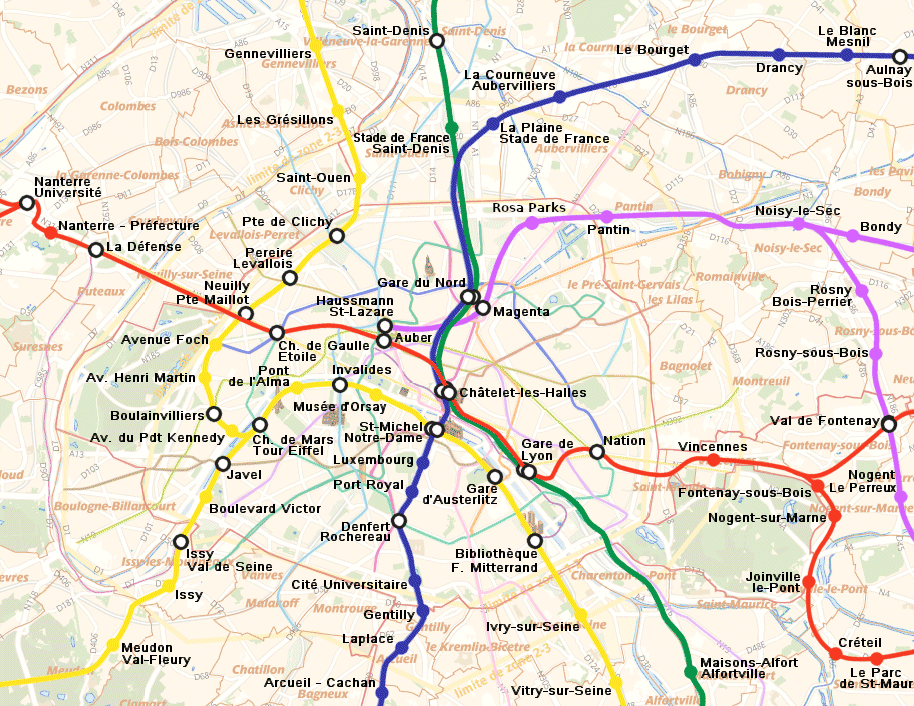
Porțiunea centrală a RER-ului, la o scară geografică corectă

Harta Rețelei

## Material rulant

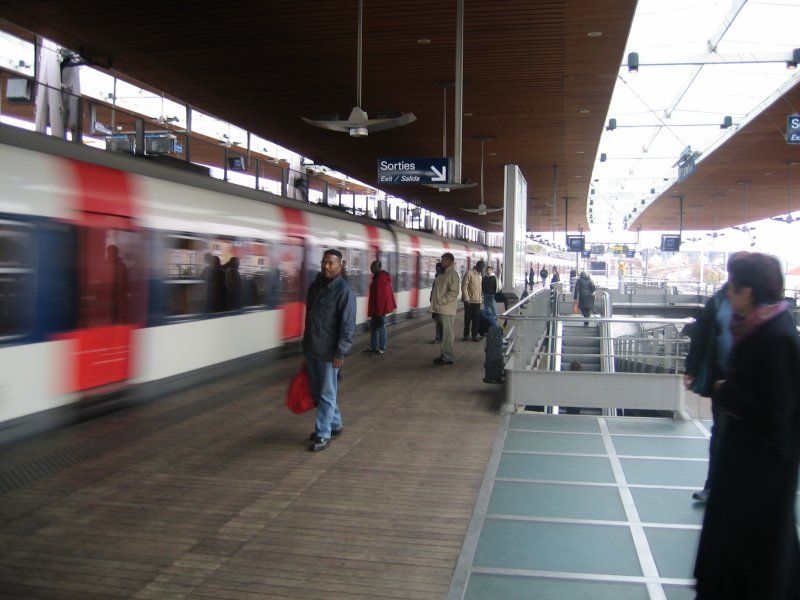
RER B la La Plaine - Stade de France.

Datorită predominanței liniilor SNCF în rețeaua RER, trenurile circulă pe partea stângă, asemenea trenurilor din întreaga Franță (cu excepția regiunilor Alsacia și Moselle), dar diferit față de metroul din Paris unde trenurile circulă pe dreapta. 
Datorită contextului istoric, rețeaua RER conține sisteme diferite de alimentare electrică: 1,5kV curent continuu și 25 kV/50 Hz curent alternativ. Astfel, materialul rulant este format din trei categorii de trenuri, datând dintre 1967 și 2005: material RATP monocurent (folosit pe linia A), material bicurent de interconexiune (folosit pe liniile A și B) și material SNCF (folosit pe liniile C, D și E). Datorită saturării liniei A, din 1996 au fost date în folosință trenuri pe două nivele, ce permit transportul unui număr superior de pasageri. 

## Linii
| Linia       | inaugurare | Ultima extindere | Stații deservite | Lungime  | Distanța medie între stații | Călătorii (pe an) |
| ----------- | ---------- | ---------------- | ---------------- | -------- | --------------------------- | ----------------- |
| Linia RER A | 1977       | 1994             | 46               | 108,5 km | 2.411 m                     | 272.800.000       |
| Linia RER B | 1977       | 1981             | 47               | 80,0 km  | 1.739 m                     | 165.100.000       |
| Linia RER C | 1979       | 2000             | 84               | 185,6 km | 2.184 m                     | 140.000.000       |
| Linia RER D | 1987       | 1995             | 60               | 160,0 km | 2.807 m                     | 145.000.000       |
| Linia RER E | 1999       | 2003             | 21               | 52,3 km  | 2.615 m                     | 60.000.000        |

## Stații
Zece noi stații au fost create în centrul Parisului din anii 1960 în cadrul proiectului RER. Pe linia A, șase stații au fost create între 1969 și 1977:
- Nation (1969), la Place de la Nation
- Charles de Gaulle - Étoile (1970): la Arcul de Triumf din Paris
- La Défense (1970): în apropiere de Grande Arche de la Défense, în afara limitelor orașului Paris ]n cartierul de afaceri La Défense
- Auber (1971): în apropiere de Gara Saint-Lazare
- Châtelet - Les Halles (1977): în centrul Parisului
- Gare de Lyon (1977): în subteranul gării existente

Trei dintre aceste stații, și anume Étoile, Auber și Nation, au stârnit o oarecare controversă datorită modalității de construcție, în principal a costului final. acestea sunt stații de mare adâncime, sub forma unor săli monolitice cu peroane laterale și fără piloni de susținere. Stațiile sunt de trei ori mai lungi, late și înalte decât stațiile clasice de metrou, având astfel un volum de 20-30 ori mai mare. O soluție mai puțin costisitoare, cu săli adiacente căilor de rulare a fost refuzată datorită "sacrificării complete a aspectului arhitectural". În ciuda costului ridicat, de peste 1,2 miliarde € la valoarea din 2005 doar pentru stația Auber, acestea sunt realizări inginerești remarcabile ce oferă un confort sporit utilizatorilor. 

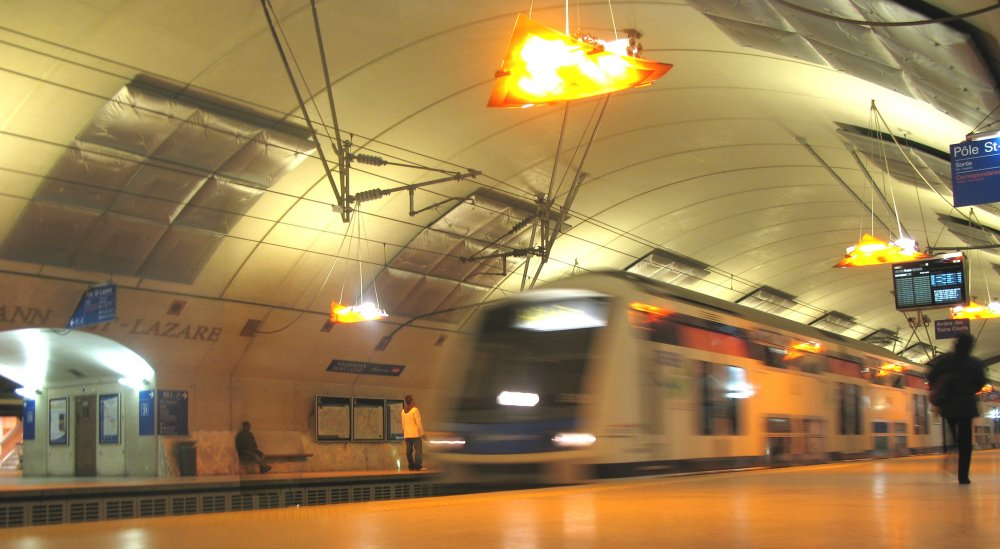
Gara Haussmann - Saint-Lazare pe lina RER E.

Pe liniile B, C și D doar două stații noi au fost inaugurate:
- Gare du Nord (1982)
- St-Michel - Notre-Dame (1988): gară de mare adâncime, sub Sena, în lateralul liniei deja existente, stație realizată prin lărgirea tunelului.

Două noi stații au fost create pentru Linia E în anii 1990, ambele în același stil ca "stațiile catedrală" de pe linia A:
- Magenta (1999): stație de mare adâncime ce deservește atât Gare du Nord cât și Gare de l'Est
- Haussmann - Saint-Lazare (1999): stație de mare adâncime ce deservește Gara Saint-Lazare și Auber